# Lijst van voetbalinterlands Bosnië en Herzegovina - Estland
Deze lijst van voetbalinterlands is een overzicht van alle officiële voetbalwedstrijden tussen de nationale teams van Bosnië en Herzegovina en Estland. De landen speelden tot op heden zeven keer tegen elkaar. De eerste ontmoeting, een kwalificatiewedstrijd voor het Europees kampioenschap voetbal 2000, werd gespeeld in Sarajevo op 5 september 1998. Het laatste duel, een kwalificatiewedstrijd voor het Wereldkampioenschap 2018, vond plaats op 10 oktober 2017 in Tallinn.

## Wedstrijden
| № | Plaats   | Datum             | Competitie           | Wedstrijd                       | Uitslag |
| - | -------- | ----------------- | -------------------- | ------------------------------- | ------- |
| 1 | Sarajevo | 5 september 1998  | EK 2000 kwalificatie | Bosnië en Herzegovina – Estland | 1 – 1   |
| 2 | Tallinn  | 9 oktober 1999    | EK 2000 kwalificatie | Estland – Bosnië en Herzegovina | 1 – 4   |
| 3 | Tallinn  | 17 augustus 2005  | Vriendschappelijk    | Estland – Bosnië en Herzegovina | 1 – 0   |
| 4 | Zenica   | 10 september 2008 | WK 2010 kwalificatie | Bosnië en Herzegovina – Estland | 7 – 0   |
| 5 | Tallinn  | 10 oktober 2009   | WK 2010 kwalificatie | Estland – Bosnië en Herzegovina | 0 – 2   |
| 6 | Zenica   | 6 september 2016  | WK 2018 kwalificatie | Bosnië en Herzegovina – Estland | 5 – 0   |
| 7 | Tallinn  | 10 oktober 2017   | WK 2018 kwalificatie | Estland – Bosnië en Herzegovina | 1 – 2   |

## Samenvatting
| Competitie        | Totaal gespeeld | Winst Bosnië en Her. | Gelijk | Winst Estland | Doelsaldo Bosnië en Her. – Estland |
| ----------------- | --------------- | -------------------- | ------ | ------------- | ---------------------------------- |
| WK-kwalificatie   | 4               | 4                    | 0      | 0             | 16 − 1                             |
| EK-kwalificatie   | 2               | 1                    | 1      | 0             | 5 − 2                              |
| Vriendschappelijk | 1               | 0                    | 0      | 1             | 0 − 1                              |
| Totaal            | 7               | 5                    | 1      | 1             | 21 − 4                             |

Wedstrijden bepaald door strafschoppen worden, in lijn met de FIFA, als een gelijkspel gerekend.

## Details

### Eerste ontmoeting
| EK 2000 kwalificatie (Sarajevo, Bosnië en Herzegovina, 5 september 1998): |       |                         |
| Bosnië en Herzegovina                                                     | 1 – 1 | Estland                 |
| Sergej Barbarez 74'                                                       | goals | 29' (e.d.) Mirsad Hibić |

### Tweede ontmoeting
| EK 2000 kwalificatie (Tallinn, Estland, 9 oktober 1999):                                |       |                                                                     |
| Estland                                                                                 | 1 – 4 | Bosnië en Herzegovina                                               |
| Andres Oper 4'                                                                          | goals | 42' Elvir Baljić 57' Elvir Baljić 67' Elvir Baljić 87' Elvir Baljić |
| - Vierde en laatste interland van Bosnië onder leiding van bondscoach Faruk Hadžibegić. |       |                                                                     |

### Derde ontmoeting
| Vriendschappelijk (Tallinn, Estland, 17 augustus 2005): |       |                       |
| Estland                                                 | 1 – 0 | Bosnië en Herzegovina |
| Kristen Viikmäe 35'                                     | goals |                       |

### Vierde ontmoeting
| WK 2010 kwalificatie (Zenica, Bosnië en Herzegovina, 10 september 2008):                                                                            |       |         |
| Bosnië en Herzegovina | 7 – 0 | Estland |
| Zvjezdan Misimović 25' Zvjezdan Misimović 30' (pen.) Zvjezdan Misimović 56' Zlatan Muslimović 58' Edin Džeko 60' Edin Džeko 72' Senijad Ibričić 89' | goals |         |

### Vijfde ontmoeting
| WK 2010 kwalificatie (Tallinn, Estland, 10 oktober 2009): |       |                                   |
| Estland                                                   | 0 – 2 | Bosnië en Herzegovina             |
|                                                           | goals | 30' Edin Džeko 64' Vedad Ibišević |

### Zesde ontmoeting
| WK 2018 kwalificatie (Zenica, Bosnië en Herzegovina, 6 september 2016):                        |       |         |
| Bosnië en Herzegovina                                                                          | 5 – 0 | Estland |
| Emir Spahić 7' Edin Džeko 23' (pen.) Haris Medunjanin 71' Vedad Ibišević 83' Emir Spahić 90+2' | goals |         |
| - Debuut van Danijel Milićević (KAA Gent) voor Bosnië en Herzegovina.                          |       |         |

### Zevende ontmoeting
| WK 2018 kwalificatie (Tallinn, Estland, 10 oktober 2017): |       |                                     |
| Estland                                                   | 1 – 2 | Bosnië en Herzegovina               |
| Ilja Antonov 75'                                          | goals | 48' Izet Hajrović 84' Izet Hajrović |